# Lillträsket (Hörnefors socken, Västerbotten)
Lillträsket är en sjö i Umeå kommun i Västerbotten och ingår i Hörnån-Öreälvens kustområde. Sjön har en area på 0,0679 kvadratkilometer och ligger 4,1 meter över havet. Sjön avvattnas av vattendraget Porsmyrbäcken.

## Delavrinningsområde
Lillträsket ingår i det delavrinningsområde (706005-169591) som SMHI kallar för Mynnar i havet. Medelhöjden är 39 meter över havet och ytan är 8,98 kvadratkilometer. Det finns inga avrinningsområden uppströms utan avrinningsområdet är högsta punkten. Avrinningsområdets utflöde Porsmyrbäcken mynnar i havet. Avrinningsområdet består mestadels av skog (74 procent) och sankmarker (16 procent). Avrinningsområdet har 0,16 kvadratkilometer vattenytor vilket ger det en sjöprocent på 1,8 procent.